# Check-in

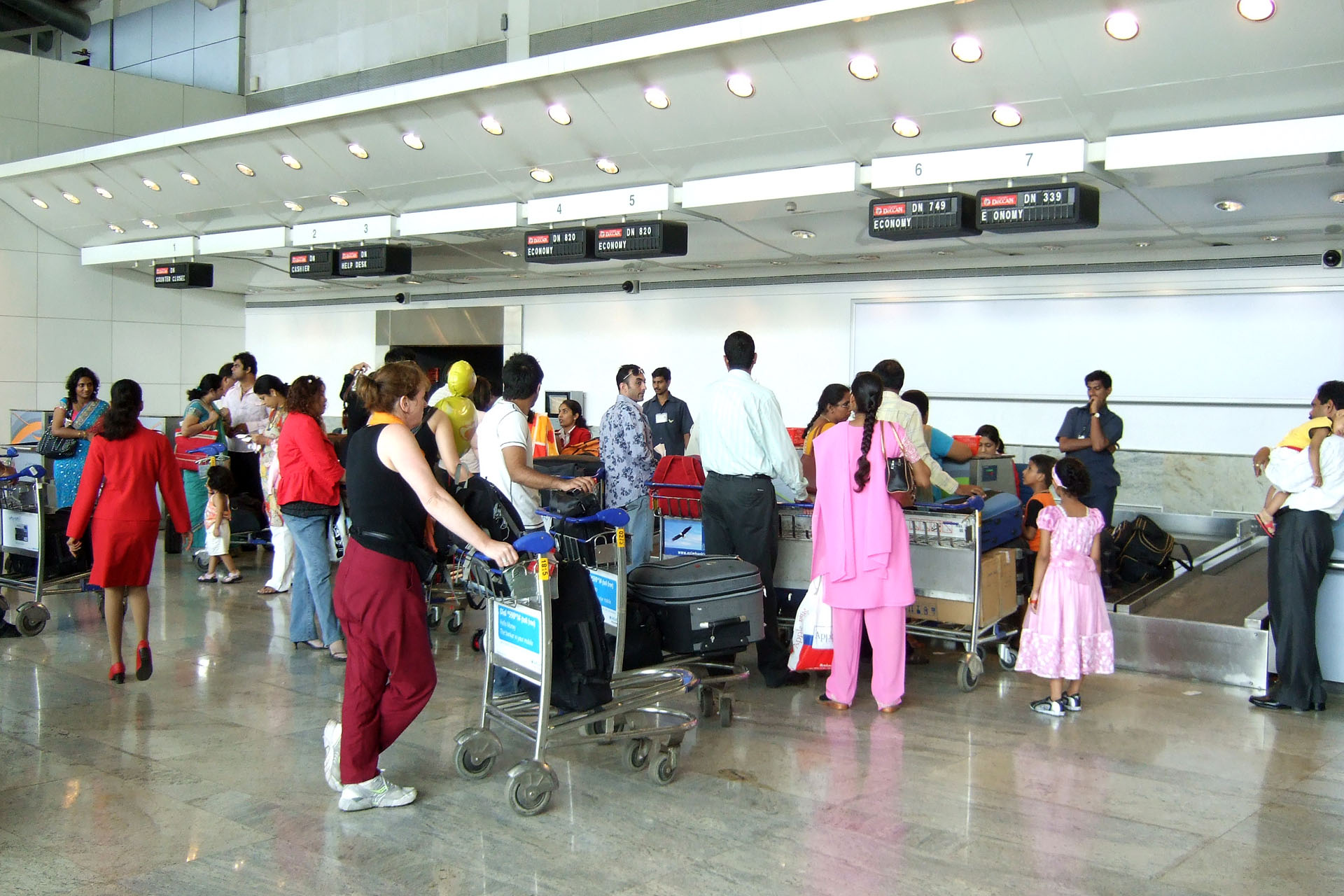
Enchequeo en el Aeropuerto Internacional de Mumbai (terminal nacional).

El registro o enchequeo (en inglés check-in) es el proceso mediante el cual un recepcionista asienta la llegada de un cliente a un hotel, estación de alta velocidad, aeropuerto o puerto. Recientemente, el término se ha extendido también a algunas redes sociales que permiten a un usuario comunicar dónde se encuentra en un momento determinado al resto de usuarios de la red.

## Aeropuerto
El enchequeo o facturación es a menudo el primer procedimiento requerido a un pasajero  a su llegada al aeropuerto, para poder viajar. Es el proceso por el que se confirma el embarque para un vuelo. En el enchequeo, la aerolínea recibe el equipaje que el pasajero entrega, o se le solicita entregar, para colocarlo en el compartimiento de carga de la aeronave y, si no se hubiera hecho previamente online, facilitará el pase o tarjeta de embarque y asignará el lugar que se ocupará en cabina.
Sólo se debe ir al área o mostrador de facturación (check-in counter) si se tiene contratado con la aerolínea equipaje de bodega (como en el caso de que solo contemos con equipaje de cabina, también conocido como de mano) o no se ha hecho el auto-enchequeo. 
En un aeropuerto, el check-in es llevado a cabo normalmente por una aerolínea para establecer la lista de pasajeros que se presentan para viajar. Esta lista debe ser enviada a las otras áreas del aeropuerto con 45 minutos de anticipación a la hora del vuelo. La ventana de tiempo se requiere debido a razones de seguridad, ya que el aeropuerto realiza acciones de seguridad y revisión en ese periodo. Por esta razón, todos los pasajeros en un vuelo son obligados a hacer check-in con un plazo de hasta 45 minutos previo a la salida del vuelo, posterior a este tiempo la aerolínea niega el enchequeo a los clientes. Con el auto-enchequeo, este plazo se puede expandir hasta a 30 días de anticipación a la salida del vuelo.
El pasajero, durante el enchequeo,  generalmente deja a la aerolínea cualquier equipaje que no desea portar consigo dentro de la cabina de la aeronave y recibe una tarjeta de embarque o pase a bordo para poder abordar su vuelo.
El check-in es a menudo el primer procedimiento,  debido a que las regulaciones de las aerolíneas para la salida en tiempo requieren que sea efectuado con cierta anticipación antes de la partida de un vuelo. 
La facturación en bodega actualmente se puede hacer de dos maneras:
- A través de los mostradores de las aerolíneas. El pasajero deberá  compañía aérea y esperar la cola para hacer el check in del equipaje y poder facturar tus maletas. El número de mostrador lo verás en las pantallas de la sala junto al destino. Es un proceso generalmente lento y que puede demorarse entre 30 minutos y 1 hora. Todo dependerá de la hora punta, la cantidad de pasajeros, la temporada, etc.
- A través de unas máquinas automáticas que pesan el equipaje y facilitan unas cintas para unir al equipaje, que a su vez sirven de comprobante. Desde ese momento, se podrá ir al mostrador para depositar la maleta, sin que el personal de la aerolínea tenga que proporcionar al pasajero dicho comprobante.

Durante este proceso de check-in, el pasajero puede solicitar requisitos especiales tales como preferencia de ubicación, información acerca del vuelo o del destino, hacer cambios en las reservas, acumular millas de viajero frecuente, o pagar por mejoras en los casos disponibles o en los que la política de mejoras así lo permiten.
Los procedimientos para el check-in varían de aerolínea en aerolínea, algunas imponen ciertas restricciones que otras no, y ocasionalmente la misma aerolínea puede tener procedimientos diferentes en diferentes aeropuertos por razones de seguridad u otros factores. Tales diferencias generalmente no son notadas por el pasajero y algunas veces lleva a la interrupción del servicio cuando una transportadora aérea rehúsa aceptar el procedimiento que otra normalmente llevaría adelante.

## Hoteles
En los hoteles, el check-in es normalmente requerido con el objetivo de obtener la llave de la habitación y proveer las garantías para cubrir los potenciales costos, tales como el servicio de habitación por la duración de la estadía. En los hoteles, el check-in es usado para que el huésped ya físicamente en el hotel, pueda registrarse y obtener su habitación, la llave y atender las solicitudes de registro del establecimiento hotelero. El proceso de check-in, tiene el principal objetivo de facilitar la entrada de un cliente en la mayor brevedad posible, permitiendo completar posteriormente los datos del cliente; formularios, formatos, registros, etc.

## Enchequeo en red social
Cuando se hace check-in en un establecimiento comercial, se está indicando que te encuentras físicamente en esa localización.

## Auto-enchequeo
Es aquel en el que el usuario hace el enchequeo por sí mismo, en una máquina, introduciendo los datos de su reserva y obteniendo el registro. Fundamentalmente se utiliza en un aeropuerto o en un hotel